# Whitehouse, Ohio
Whitehouse là một làng thuộc quận Lucas, tiểu bang Ohio, Hoa Kỳ. Năm 2010, dân số của làng này là 4149 người.

## Dân số
- Dân số năm 2000: 2733 người.
- Dân số năm 2010: 4149 người.